# Mingma Sherpa
Mingma Sherpa (Nepal: मिङमा शेर्पा) (nacido el 23 de septiembre de 1980) es un cantante pop nepalí, nacido en Lukla, cuya carrera comenzó en el 2000. Es conocido por el lanzamiento de sus dos álbumes como  Yatharthama y Feel. Ganó popularidad entre el periodo del 2000 y 2004 tras haber promocionado entre sus mejores canciones como Bhumarima, Cham-Cham y Namuna Banai Diyeu. Al año siguiente fue galardonado con el "Dhuk Dhuki" en la ciudad de Pokhara y fue nominado en la adjudicación como "Mejor Nuevo Artista".

## Biografía
Mingma Sherpa nació en el pueblo de Lukla, al sur del Monte Everest el 23 de septiembre de 1980. Nacido en el seno de la familia Sherpa, es el hijo más joven de sus padres. Tiene una hermana y dos hermanos mayores. Su hermano Dawa Tsering Sherpa es su compositor. Mingma Sherpa es muy dedicado a su familia y sus amigos, y es muy blando de corazón y servicial. Tal personalidad y características le han ganado gran popularidad y le ayudó a tener éxito en su carrera musical.

## Carrera
A partir del 2000, ha comenzado lanzando sus primeros álbumes como "gundruk Ko Jhol" y más adelante ha lanzado dos álbumes en solitario como Yatharthama y Feel. Las letras de sus canciones están compuestas por Dawa Tsering Sherpa.

### Feel (2005)
1. "Cham Cham"

2. "Namuna Banai Diyeu"

3. "Aansu Jhardina Maa"

4. "Kasari"

5. "Ke Lekhu"

6. "Kanchi" (Fan Fani)"

7. "Thaha Chaina"

8. "Aago Pani" (composed by Nirajan Upreti)

9. "Bhumarimaa"